# Microula jilongensis
Microula jilongensis är en strävbladig växtart som beskrevs av Wen Tsai Wang. Microula jilongensis ingår i släktet Microula och familjen strävbladiga växter. Inga underarter finns listade i Catalogue of Life.